# モンペリエ・ハンドボール
モンペリエ・ハンドボール（英語: Montpellier Handball、MHB）は、フランス・エロー県モンペリエに本拠を置く、男子ハンドボールクラブ。LNHディヴィジオン・アン所属。

## 歴史
1982年、コスモス・モンペリエ（Cosmos Montpellier）として創設。
1987年にパイヤールSCが買収し、チーム名をモンペリエ・パイヤールSC（Montpellier Paillade SC）へ改名。1989年にモンペリエ・ハンドボール（Montpellier Handball）へ改名した。
1994-95年シーズンは23勝1敗で初優勝を果たした。1995年のEHFチャンピオンズリーグの出場権を獲得したが、ベスト16で敗退。
1997-98年シーズンから3年連続で優勝を達成。2000-01年シーズンはSOシャンベリに敗れ2位に終わったが、2001-02年シーズンから5連覇を記録した。2002年のEHFチャンピオンズリーグでは決勝に進出。決勝ではスペインのポートランド・サン・アントニオを50対46で破り、初優勝を果たした。
2006-07年シーズンはUSイヴリーにタイトルを奪われ、6年ぶりの2位に終わった。
2007年にチーム名をモンペリエ・アグロメレーション・ハンドボール（Montpellier Agglomération Handball、MAHB）へ改名。2007-08年シーズンは優勝タイトルを奪還。2011-12年シーズンまで5連覇を果たす。
2013-14年・2014-15年シーズンは3位に終わり、2015年に再びモンペリエ・ハンドボール（Montpellier Handball）へ改名した。
2014-15年シーズンは2位で終えたが、2015-16年シーズンは4位に転落。2016-17年シーズンは3位に終わった。

## 選手・スタッフ

### 現役選手
| #                | 国               | Pos. | 選手名                                                    | 備考         |
| ---------------- | ---------------- | ---- | --------------------------------------------------------- | ------------ |
| 1                | フランスの旗     | GK   | ヴァンサン・ジェラール (Vincent Gérard)                   |              |
| 4                | アルゼンチンの旗 | CB   | ディエゴ・シモネット (Diego Simonet)                      |              |
| 5                | フランスの旗     | CB   | キリアン・ビレミノット (Kyllian Villeminot)               |              |
| 6                | フランスの旗     | RW   | テオフィル・コセ (Théophile Caussé)                       |              |
| 7                | リトアニアの旗   | LB   | ジョナス・トゥルーチャノヴィチウス (Jonas Truchanovičius) |              |
| 10               | フランスの旗     | LB   | マチュー・グレビル (Mathieu Grébille)                     |              |
| 13               | フランスの旗     | RW   | ジュリアン・ボス (Julien Bos)                             |              |
| 14               | フランスの旗     | LW   | ミカエル・ギグー (Michaël Guigou)                         |              |
| 16               | スイスの旗       | GK   | ニコラ・ポートナー (Nikola Portner)                       |              |
| 18               | スウェーデンの旗 | PV   | フレデリック・ピーターソン (Fredric Pettersson)           | 2018年度加入 |
| 22               | フランスの旗     | RB   | メルヴィン・リチャードソン (Melvyn Richardson)            |              |
| 23               | スロベニアの旗   | RB   | ヴィド・カフティチニック (Vid Kavtičnik)                  |              |
| 24               | フランスの旗     | LB   | バティスト・ボヌフォン (Baptiste Bonnefond)               |              |
| 25               | フランスの旗     | CB   | ジャン＝ルー・フォスタン (Jean-Loup Faustin)              |              |
| 28               | フランスの旗     | RB   | ヴァロンタン・ポルト (Valentin Porte) ()                  |              |
| 33               | フランスの旗     | PV   | ベンジャミン・アフグール (Benjamin Afgour)                |              |
| 39               | チュニジアの旗   | LB   | モハメド・スシ (Mohamed Soussi)                           |              |
| 89               | エジプトの旗     | PV   | モハメド・マンドゥーハ (Mohamed Mamdouh)                  |              |
| 2019年5月1日更新 |                  |      |                                                           |              |

### 主な過去所属選手
- ニコラ・カラバティッチ (2002年 - 2005年、2009年 - 2013年)